# Ерлс-корт
| Виставковий центр «Ерлс-корт» | Виставковий центр «Ерлс-корт» |
| ----------------------------- | ----------------------------- |
| Місто                         | Лондон, Велика Британія       |
| Місткість                     | 19000                         |
| Відкритий                     | 1937                          |
| Подія                         | Літні Олімпійські ігри 2012   |

Виставковий центр «Ерлс-корт» (англ. Earls Court Exhibition Centre) — споруда літніх Олімпійських ігор 2012 у Лондоні.
Відкритий у 1937 році. Місткість центру становить 19 000 місць. Арена приймала змагання з волейболу.